# Simone Pianetti
Simone Pianetti (Camerata Cornello, 7 febbraio 1858 – Milano, presumibilmente 1952) è stato un criminale italiano.
Il 13 luglio 1914, dopo aver compiuto sette omicidi, scomparve tra i monti della Val Brembana e non venne mai più ritrovato, nonostante l'ingente dispiegamento di Carabinieri e l'introduzione di una taglia.
Divenuto come un vendicatore per parte della popolazione — che lo aiutò nella latitanza — ne furono segnalati in seguito vari avvistamenti tra i monti bergamaschi e il Venezuela, ma l'ultima testimonianza attendibile è quella del figlio Nino, il quale lo incontrò il 28 luglio 1914 per invitarlo a costituirsi, ricevendone però un netto rifiuto.

## Biografia

### La giovinezza e l'emigrazione
Simone Pianetti nacque il 7 febbraio 1858 da Giovanni e Vittoria Bottani, di famiglia benestante, nella piccola contrada di Lavaggi in frazione di Camerata Cornello, piccolo centro della val Brembana in provincia di Bergamo. Di carattere aggressivo e sanguigno (sparò un colpo di fucile all'indirizzo del padre, senza però colpirlo, per questioni legate all'eredità), decise, così come molti altri conterranei, di emigrare negli Stati Uniti d’America in cerca di fortuna.
Si recò a New York, praticando diversi lavori, entrando poi in contatto con gli ambienti anarchici della città. Fondò in seguito una società d'importazione di vino e frutta con l'amico Antonio Ferrari: tuttavia nella gestione di quest'attività incontrò problemi con la mafia locale, allora conosciuta come Mano Nera, che esigeva il pagamento di denaro in cambio di protezione.
Il suo temperamento portò Pianetti a denunciare il fatto, cosa insolita per via dei rischi a cui si andava incontro, alla Polizia locale presieduta dal comandante Shirley e l'ispettore francese Lacassagne. Con i due collaborava anche lo scrittore Harry Ashton-Wolfe, che conobbe personalmente Pianetti e, qualche anno più tardi, raccolse le sue vicende in un capitolo del suo libro Crimini di violenza e vendetta, grazie a cui è possibile conoscere i fatti della sua permanenza in terra statunitense.
La denuncia portò all'arresto di una decina di insospettabili, ma costò la vita ad Antonio Ferrari, assassinato dalla Mano Nera. La vita stessa di Pianetti era quindi a rischio, tanto che dovette abbandonare la città e muoversi con false generalità fino a fare ritorno in patria.

### Il rientro in Italia e le difficoltà

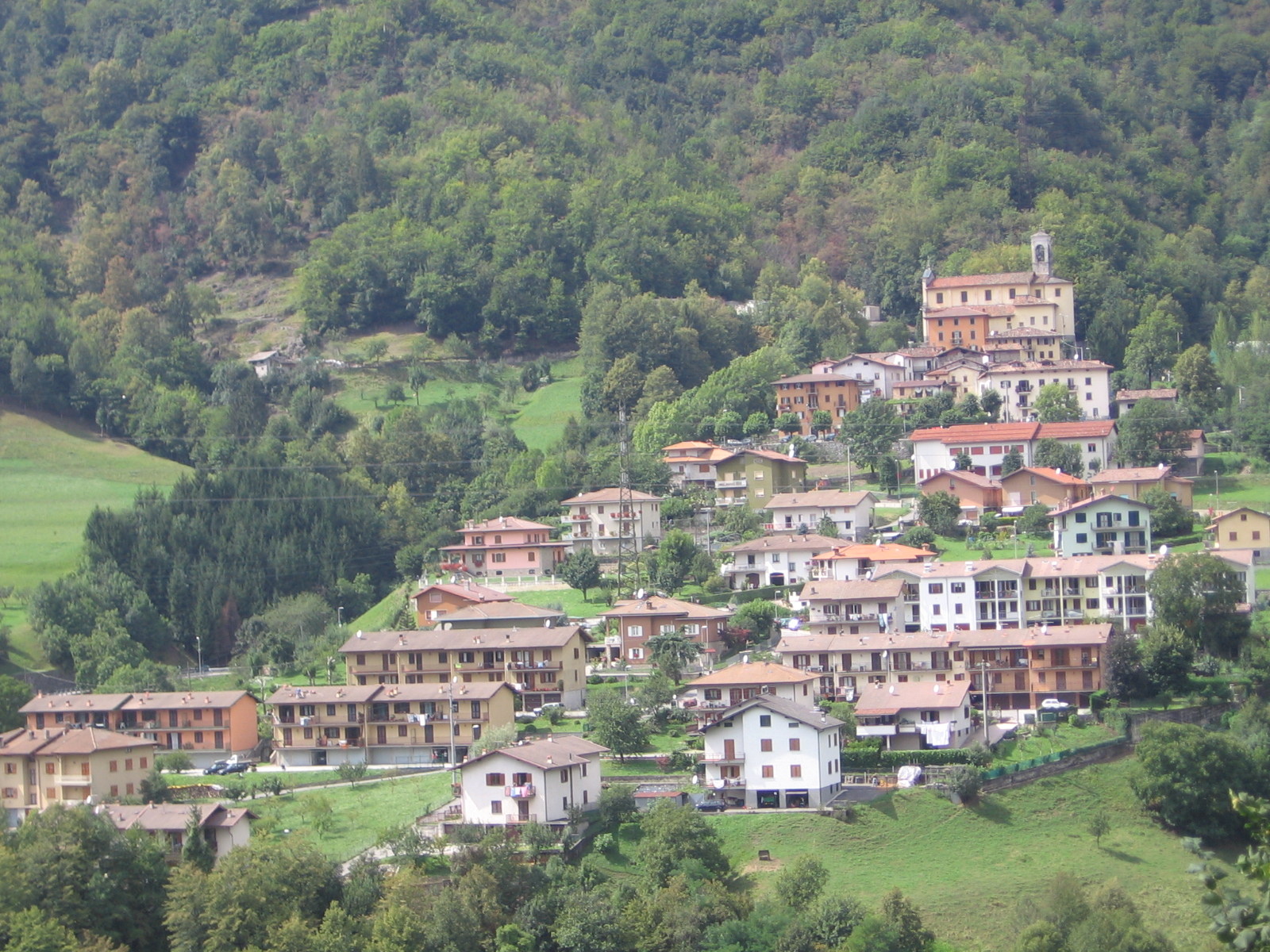
Vista attuale di Camerata Cornello

Al rientro nella valle ritrovò l'ambiente chiuso, quando non apertamente ostile, da cui era partito per l'America. Tuttavia anche in Val Brembana parevano aprirsi spiragli di cambiamento, sia grazie all'apertura di un casinò nel vicino paese di San Pellegrino Terme e il relativo afflusso di turisti, sia con l'elezione del liberale Bortolo Belotti, del quale Pianetti divenne amico per via della comune contrapposizione al blocco cattolico-conservatore imperante nella zona.
Sposò Carlotta Marini, dalla quale avrà nove figli e con cui aprì una taverna appena fuori dal centro abitato di Camerata Cornello, in cui si poteva anche ballare. Dopo i primi tempi in cui gli affari andavano bene, Pianetti venne messo al centro di maldicenze in cui veniva bollato come libertino, anarchico e anticlericale. Seguì un vero e proprio boicottaggio nei confronti della sua locanda, con gli avventori che venivano messi in guardia dalle autorità politiche ed ecclesiastiche del paese: alla lunga venne obbligato ad abbandonare l'attività per mancanza di clienti.
Con i soldi rimanenti decise di trasferirsi con la famiglia nel vicino comune di San Giovanni Bianco, al fine di evitare le persone che l'avevano in antipatia. Qui aprì un mulino elettrico, un'opera all'avanguardia per quei tempi. Dopo poco tempo cominciò a essere additato, con la sua farina, come portatore di maledizioni e malattie (tanto che il suo prodotto veniva chiamato "la farina del Diavolo"), situazione che lo obbligò ad abbandonare l'attività mandandolo definitivamente sul lastrico.

### Gli omicidi
9:30 il dottor Domenico Morali
10:50 il segretario comunale Abramo Giudici e la figlia Valeria
 11:00 il calzolaio e giudice conciliatore Giovanni Ghilardi
 11:10 il parroco don Camillo Filippi e il messo comunale Giovanni Giupponi
 12:30 Caterina Nella Milesi

Dopo essere finito in miseria, cominciò a manifestare comportamenti aggressivi. Dapprima dichiarò più volte ad alcuni suoi amici l'intenzione di suicidarsi; in seguito maturò sentimenti di collera e vendetta nei confronti delle persone che, a suo parere, gli avevano fatto un torto contribuendo a ridurlo sul lastrico. Ispirato dall'azione del nazionalista serbo Gavrilo Princip, il quale uccise il 28 giugno 1914 l'arciduca Francesco Ferdinando, decise di eliminarle fisicamente, riportando prima i loro nomi su una lista.

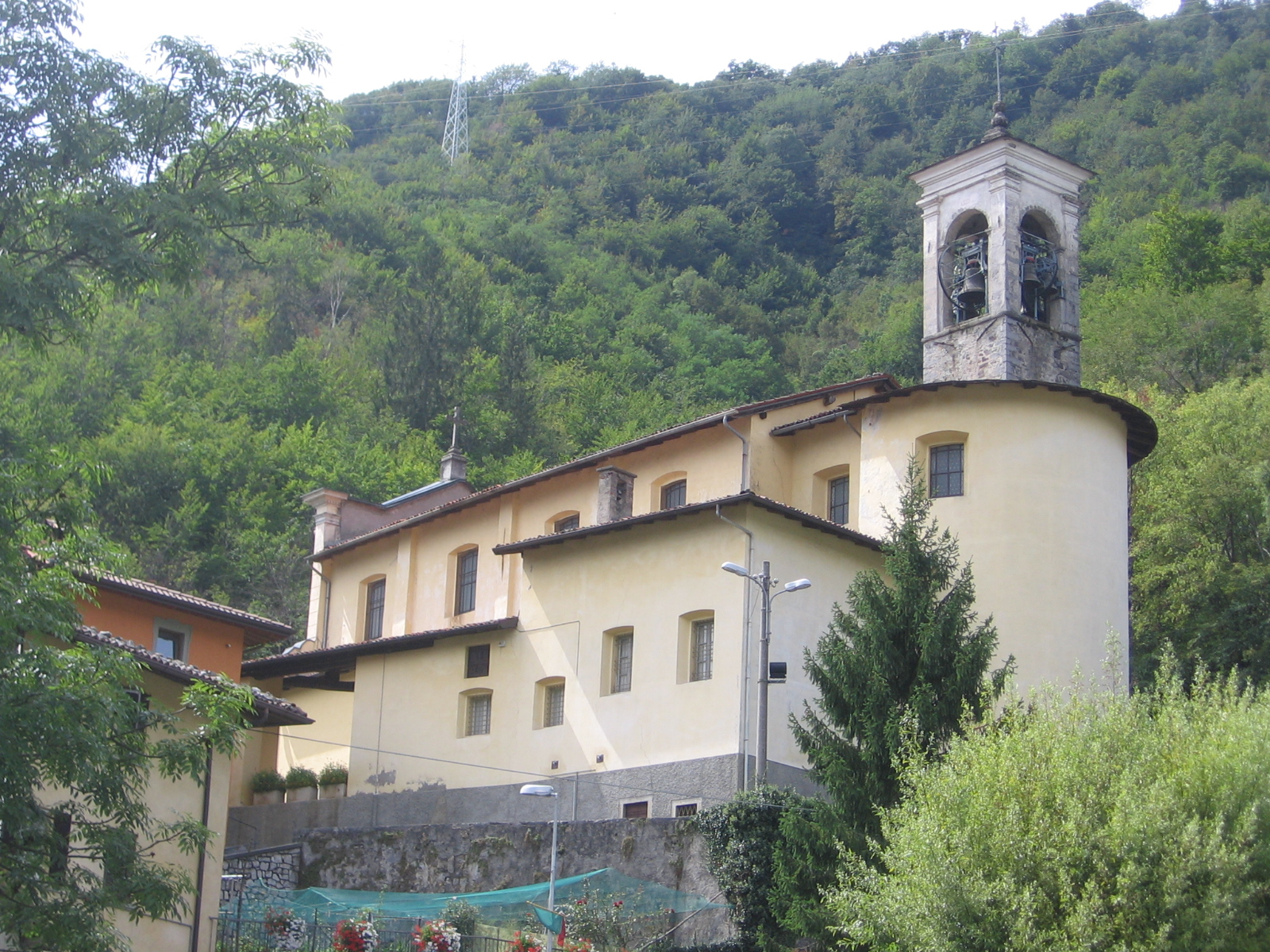
La parrocchia Santa Maria Assunta di Camerata Cornello, luogo di due omicidi di Pianetti

La mattina del 13 luglio 1914 uscì dalla sua casa imbracciando il suo fucile a tre canne e si diresse verso la piccola valle di Sentino. Aspettò nascosto in un cespuglio il passaggio del medico condotto dei paesi di Camerata Cornello e San Giovanni Bianco, il dottor Domenico Morali (il quale era solito passare in quel punto per recarsi alla propria uccellanda), colpevole secondo Pianetti di non avergli curato bene il figlio Aristide, morto qualche tempo prima. Il medico venne ucciso con due fucilate.
In seguito Pianetti si recò nel centro abitato di Camerata, presso l'abitazione del sindaco Cristoforo Manzoni. Non avendolo trovato, lo cercò nel palazzo. Il sindaco era assente, tuttavia Pianetti ebbe modo di sparare al segretario comunale Abramo Giudici (ritenuto colpevole dell'ordinanza di chiusura della sua osteria) e a sua figlia Valeria, che era vicino a lui, la quale rientrava anche lei nella lista.
In seguito entrò nella casa del calzolaio e giudice conciliatore Giovanni Ghilardi uccidendolo perché, dopo una citazione del Pianetti in tribunale, questi non aveva riconosciuto la legittimità del suo credito nei confronti di Caterina Milesi (detta Nella).
Raggiunse il sagrato della chiesa, dove trovò il parroco don Camillo Filippi e il messo comunale Giovanni Giupponi. Uccise entrambi, il primo perché ritenuto responsabile del boicottaggio della sua locanda, il secondo perché non gli aveva concesso una derivazione dell'acqua da una fontana.
Poi si spostò, attraverso il bosco fino alla contrada Pianca cercando senza successo l'oste Pietro Bottani. Infine raggiunse la frazione di Cantalto, dove sparò a Caterina Milesi (detta Nella), la quale aveva un contenzioso con Pianetti per via di un debito mai pagato dalla donna, come testimonia una citazione presso il giudice conciliatore.
Terminato il settimo e ultimo omicidio, si recò nella frazione Cantiglio, dove incontrò dei carbonai che, ignari di ciò che era appena accaduto, gli diedero da mangiare.
Infine si dileguò verso il monte Cancervo, zona che conosceva molto bene per le numerose battute di caccia svoltevi.

### La fuga e la latitanza

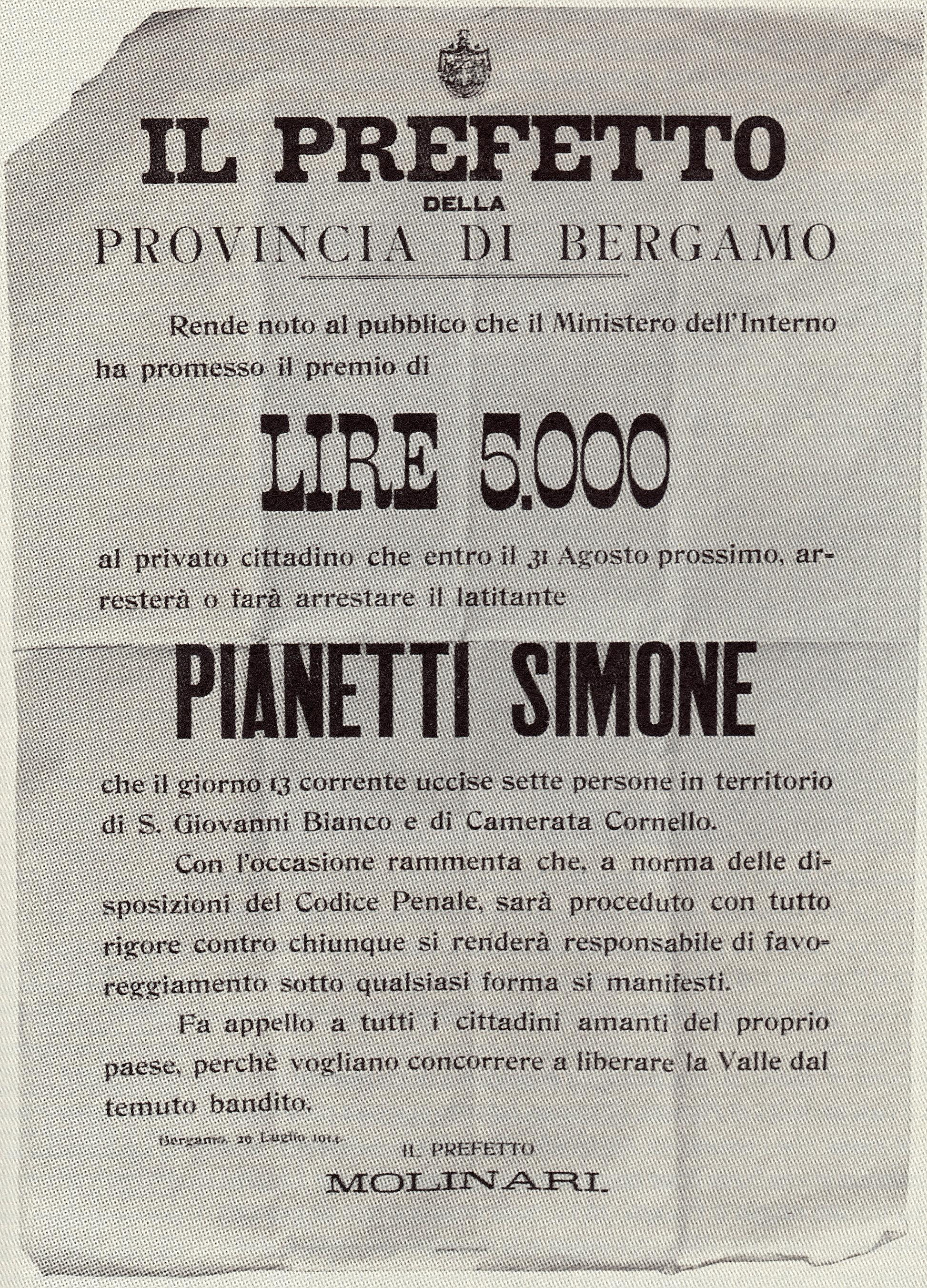
L’affissione recante la taglia posta su Simone Pianetti

La notizia della strage si sparse in tutta la valle: il centro abitato di San Giovanni Bianco si presentava completamente deserto, con la gente barricata nelle proprie case. I Carabinieri fecero piantonare tutti gli scampati all'eccidio e coloro che avevano contenziosi aperti con Pianetti, cominciando le ricerche del fuggiasco sulle impervie cime circostanti. Anche grazie a una squadra di guardie forestali e a una trentina di Carabinieri giunti da Bergamo in rinforzo alle unità locali, nella serata del 14 luglio Pianetti fu avvistato da un gruppo composto da sette militari, con i quali ebbe uno scontro a fuoco, senza conseguenze fisiche per alcuno.
Il 16 luglio 1914 in paese arrivò il senatore Bortolo Belotti e contemporaneamente fu posta una taglia di mille lire sulla testa del latitante. Il giorno seguente Pianetti incontrò una donna, Giacomina Giupponi, con la quale barattò la sua arma in cambio di cibo, proprio mentre nelle zone circostanti si intensificavano le ricerche, con l'aggiunta di volontari (per lo più parenti delle vittime), 170 soldati appartenenti al 78º Reggimento fanteria "Lupi di Toscana" e altri quaranta carabinieri.
Nonostante ciò, Pianetti riuscì a dileguarsi a dispetto di più di trecento persone alla sua ricerca, proprio mentre nell'opinione pubblica si delineavano contrapposte correnti di pensiero. Presto la stampa cominciò a strumentalizzare la vicenda: numerose furono le polemiche tra le testate giornalistiche, in particolar modo tra Il Secolo e L'Eco di Bergamo; quest'ultimo difatti accusò il primo di riportare le notizie in un'ottica anticlericale e di dipingere Pianetti come un liberatore dall'oppressione e dall'imperversare dei "feudatari" del paese, quali sindaco, medico e parroco.
(Il Secolo, 20 luglio 1914)
Di differenti visioni popolari riferite all'eccidio parlano anche organi di stampa locali, preoccupandosi dell'apologia del colpevole in corso tra la gente. Sta di fatto che la popolazione cominciava a vedere realmente Pianetti come un liberatore, tanto che sui muri della zona cominciarono ad apparire scritte a lui inneggianti (tra cui «W Pianetti, ce ne vorrebbe uno in ogni paese»).
Nel frattempo, le ricerche non davano nessun risultato, tanto che il 29 luglio 1914 il prefetto di Bergamo, Antonio Molinari, aumentò a 5 000 lire la taglia sulla testa del fuggiasco, senza tuttavia ottenere gli effetti sperati. Il 27 luglio le autorità autorizzarono il figlio Nino Pianetti a recarsi tra i monti al fine di incontrare il padre e convincerlo a costituirsi. Il ragazzo, trovato il genitore, gli consegnò due lettere scritte dalla moglie e dall'amico Bortolo Belotti, che gli consigliavano di consegnarsi alle autorità. Per contro, Simone, dopo aver scritto una struggente lettera di risposta alla moglie, disse al figlio «non mi troveranno mai, né vivo, né morto». In effetti quell'episodio, riportato da tutti i quotidiani dell'epoca, fu l'ultima volta di cui si ebbero notizie documentate di Simone Pianetti.
La sua latitanza fra i monti della valle Brembana fu aiutata anche dalla complicità di carbonai e pastori che vivevano a quelle quote: essi lo consideravano una sorta di giustiziere, offrendogli cibo e talvolta un tetto sotto il quale ripararsi. A tal riguardo, le cronache dell'epoca riportano la condanna a un anno di reclusione (poi ridotta a sei mesi in appello) di due mandriani, i fratelli Giorgio e Carlo Manzoni, rei di aver ospitato Pianetti nella loro baita dal 20 luglio al 2 agosto, mentendo ai carabinieri e coprendone la fuga.
L'inafferrabilità del fuggiasco, aiutata dagli eventi internazionali che annunciavano l'arrivo della prima guerra mondiale anche in Italia, favorirono una sospensione delle ricerche, facendo passare in secondo piano la vicenda. Nel frattempo la giustizia proseguiva il suo corso: il 25 maggio 1915 presso la Corte d'assise di Bergamo si concluse il processo a carico di Simone Pianetti, imputato in contumacia, con la sentenza di condanna all'ergastolo accompagnata da cinque anni di segregazione cellulare continua, dall'interdizione dai pubblici uffici, dalla perdita della patria potestà e dell'autorità maritale, nonché dall'interdizione legale con conseguente annullamento del testamento da lui sottoscritto. Venne inoltre emesso un nuovo ordine di cattura nei confronti del condannato.

## Ipotesi sulla scomparsa
Il corpo di Simone Pianetti non fu mai trovato: numerose sono le ipotesi riguardo alla sua sorte. La tesi fornita dalla famiglia è quella che il loro congiunto fosse morto tra le cime dei monti Cancervo e Venturosa pochi giorni dopo l'incontro con il figlio Nino. Questa versione, perorata dallo stesso figlio, non ha mai convinto gli abitanti della zona e venne probabilmente fornita al fine di far acquietare gli animi e permettere un po' di tranquillità ai congiunti.
Tuttavia numerose e contrastanti voci indicano il fuggitivo latitante nel continente americano. A suffragare tale ipotesi sono alcune lettere rinvenute, nonché la testimonianza di Domenica Milesi: la donna, originaria di San Giovanni Bianco, aveva conosciuto Pianetti per via della comune appartenenza politica e affermò di averlo incontrato presso Ciudad Bolívar, città venezuelana presso la quale era emigrata con il proprio marito; era venuta in contatto con il latitante tramite un commerciante siciliano residente a Pittsburgh che, arrivato in Venezuela per affari, le comunicò di aver fatto conoscenza con un suo conterraneo, tale Pianetti: la donna chiese allora di potersi mettere in contatto con quella persona, e dopo nemmeno un mese Pianetti, secondo la testimonianza della donna, si recò presso di lei. Le consegnò alcune lettere e un po' di soldi da inviare alla propria famiglia in Italia, raccontando di essere riuscito a fuggire, dapprima nascondendosi tra i fasci di legna trasportati da un carretto e successivamente recandosi, mediante l'aiuto di una persona molto influente della zona, all'ufficio visti della Questura di Bergamo che gli fornì un passaporto con false generalità con il quale poté imbarcarsi su una nave diretta nell'America del Nord.
Pianetti sarebbe quindi stato aiutato dalle autorità stesse, vista la simpatia che riscuoteva negli strati più bassi della popolazione: la sua cattura infatti avrebbe potuto provocare reazioni incontrollate, nonché aumentarne la fama e la leggenda.
Un'altra ipotesi sostiene che Pianetti fosse invece emigrato fuggendo dalle Orobie verso la Valtellina, raggiungendo quindi il cantone Grigioni in Svizzera.
Qualche decennio più tardi, nel 1943, alcuni abitanti della zona sostennero di aver incontrato un anziano signore aggirarsi tra i monti Cancervo e Venturosa, poco distante dalla contrada di Cespedosio: ebbero con lui un rapido scambio di battute, dal quale emerse la vera identità di Simone Pianetti, allora ultraottantenne, che si intrattenne in particolar modo con una coetanea, per poi sparire nuovamente nei boschi circostanti.
La vox populi riporta inoltre che Nino Pianetti, nel frattempo trasferitosi nella città di Milano, confidò a conoscenti che il padre fosse effettivamente emigrato nelle Americhe per poi tornare con falsa identità in Italia, dove trascorrere gli anni della vecchiaia. Il suo ultimo domicilio sarebbe stato presso l'abitazione milanese del figlio, dove sarebbe morto nel 1952.

### Risvolti giudiziari
La situazione giudiziaria del Pianetti è singolare; nel periodo in cui si svolsero i fatti in Italia esisteva l'istituto della "purgazione" grazie al quale, se un reo condannato in contumacia si fosse consegnato alle autorità dopo la sentenza, la condanna si sarebbe dovuta annullare e il processo reistruito. Nel 1968 la procura di Bergamo riaprì il fascicolo dichiarando il reato prescritto.
Attualmente in mancanza di una dichiarazione ufficiale di morte presunta, procedura mai avviata né dalla Procura, né dai parenti, Pianetti risulta ancora legalmente in vita, seppure con l'impossibile età di 167 anni.

## Influenza culturale
- Viene ricordato in gran parte dei paesi della Val Brembana come una sorta di vendicatore, sovente indicato come raddrizzatore di torti, una sorta di eroe inafferrabile avverso ai poteri forti: prevale infatti l'aspetto “romantico” della vicenda, tralasciando il lato tragico e criminale, tant'è che la minaccia di “fare come Pianetti” (in dialetto bergamasco fà de Pianetti) viene ancora usata.

- A dimostrazione dell'attualità della figura di Pianetti in quelle zone, è da riportare un incontro svoltosi a Camerata Cornello nel 90º anniversario dalla strage (13 luglio 2004), nel quale i partecipanti riportavano aneddoti, testimonianze e dicerie inerenti alla vicenda, parlandone però con rispetto e una sorta di timore reverenziale[1].

- La figura è inoltre tornata d'attualità anche grazie ad alcune pubblicazioni, alcune romanzate, altre cronografiche, che ripercorrono gli eventi del 13 luglio 1914. Inoltre la figura di Pianetti è ricordata in canzoni di gruppi bergamaschi, tra le quali i Folkstone e le Cucine SCS.

- La storia di Pianetti fu raccontata da Enrico Ruggeri nella puntata dell'8 gennaio 2019 della trasmissione Il Falco e il Gabbiano in onda su Radio 24[26].

- Il ritorno del vendicatore, audiodocumentario a puntate per la trasmissione Tre Soldi in onda su Rai Radio 3, trasmesso dal 25 marzo 2019 a cura di Andrea Morbio e Riccardo Giacconi con la vita e le vicende di Simone Pianetti[27].

- Cronaca di una vendetta. La vera storia di Simone Pianetti di Denis Pianetti, edizioni Corponove, è la biografia completa di Simone Pianetti scritta dal pronipote. Pubblicata nel 2014, ne contiene la cronaca e descrive inoltre il quadro sociale, culturale e storico della Val Brembana e di Bergamo agli inizi del secolo scorso.
- Simone Pianetti, il Diavolo Anarchico, è uno spettacolo teatrale portato in scena nel 2022 dalla compagnia teatrale Grand Guignol de Milan basato sul libro di Denis Pianetti.
- Nel 2023 viene raccontato il suo caso nel podcast Non aprite quella Podcast di J-Ax, Pedar e Matteo Lenardon.